# Forbes Global 2000
«Forbes Global 2000» (укр. «Форбс Ґлобал 2000») — список 2000 найбільших публічних компаній світу за версією журналу Forbes.
Оцінка компаній базується по чотирьох критеріях: продажі, прибуток, активи та ринкова вартість. Список складається з 2004 року періодичністю один раз на рік. Рейтинг не є сталим та абсолютним, він відображає лише офіційні дані, задекларовані компаніями у фінансових звітах; будь-яка зміна одного із критеріїв змінює список.

## Неузгодженості
Оскільки список формується на початку календарного року, Forbes не володіє даними багатьох неамериканських компаній, у яких фінансовий рік закінчується на початку календарного, включно з Японськими компаніями, які мають кінець року 31 березня. У різних країнах є особливості фінансового законодавства. Для прикладу, британська Vodafone у 2005 році посіла 377 місце, хоча могла би потрапити до 20 найкращих, якби її фінансові результати були розраховані за американськими правилами.
Корпорації, що цілком знаходяться у власності держави, до списку не входять, тому що жодної їхньої ринкової оцінки не існує. Деякі з цих державних компаній зайняли б надзвичайно високі місця, якби вони були прийнятні, наприклад національні нафтові компанії деяких з країн OPEC.

## Цікаві факти
У список Forbes Global 2000 за 2011 рік не потрапила жодна українська компанія, хоча у ньому є 7 польських та 28 російських.